# Sylvia Kaden
Sylvia Kaden (* 1. Februar 1974) ist eine frühere deutsche Biathletin.
Sylvia Kaden startete zwischen 1993 und 1996 in mehreren Rennen des Biathlon-Weltcups. Bei ihrem ersten Rennen (Einzel) in Bad Gastein wurde sie 49. In Ruhpolding konnte sie im Jahr darauf in einem Sprintrennen als Zwölfte erstmals Weltcuppunkte gewinnen. Es sollte ihr bestes Ergebnis im Weltcup bleiben. Ihre größten Erfolge erreichte Kaden jedoch im Biathlon-Europacup. In der Saison 1990/91 wurde sie hinter Petra Bauer und Katrin Kruschwitz Dritte der Gesamtwertung. 1994/95 gewann sie die Wertung vor Steffi Kindt und Katrin Apel.

## Biathlon-Weltcup-Platzierungen
| Platzierung | Einzel | Sprint | Verfolgung | Massenstart | Staffel | Gesamt |
| ----------- | ------ | ------ | ---------- | ----------- | ------- | ------ |
| 1. Platz    |        |        |            |             |         |        |
| 2. Platz    |        |        |            |             |         |        |
| 3. Platz    |        |        |            |             |         |        |
| Top 10      |        |        |            |             |         |        |
| Punkte      | 1      | 3      |            |             |         | 4      |
| Starts      | 7      | 7      |            |             |         | 14     |

(möglicherweise sind die Daten nicht komplett)